# Jour J (bande dessinée)
 (septembre 2019).
Pour les articles homonymes, voir Jour J (homonymie).
Jour J est une série de bande dessinée d'uchronie, écrite par Jean-Pierre Pécau, Fred Duval et Fred Blanchard et éditée par Delcourt, initialement dans la collection « Série B », devenue « Neopolis ».
Le premier album a été publié en 2010, le dernier (n°52) est prévu pour 2025.

## Historique
À partir d'un événement historique réel dont ils changent l'issue, les scénaristes imaginent différentes alternatives de l'Histoire. Dans la plupart des cas, les tomes sont indépendants. Les exceptions sont les tomes 3 et 4, qui se font suite, les tomes 14, 18 et 21, qui forment ensemble une trilogie, les tomes 22 et 24, les tomes 23 et 28, les tomes 26 et 34, les tomes 29, 30 et 31, les tomes 32 et 33, les tomes 37, 39, 41, les tomes 38 et 40, les tomes 42 à 44, les numéros 46 et 47, 48 et 49 qui constituent un diptyque et enfin les tomes 50 et 51 (à venir). Chaque histoire est illustrée par un dessinateur différent.

## Publication
- 1 Les Russes sur la Lune !, 7 avril 2010
Scénario : Jean-Pierre Pécau, Fred Duval et Fred Blanchard - Dessin : Philippe Buchet - Couleurs : Walter -  (ISBN 978-2-7560-1866-9)

- 2 Paris, secteur soviétique, 9 juin 2010
Scénario : Jean-Pierre Pécau, Fred Duval et Fred Blanchard - Dessin : Gaël Séjourné - Couleurs : Jean Verney -  (ISBN 978-2-7560-1868-3)

- 3 Septembre rouge, 8 septembre 2010
Scénario : Jean-Pierre Pécau, Fred Duval et Fred Blanchard - Dessin et couleurs : Florent Calvez -  (ISBN 978-2-7560-1864-5)

- 4 Octobre noir, 17 novembre 2010
Scénario : Jean-Pierre Pécau, Fred Duval et Fred Blanchard - Dessin et couleurs : Florent Calvez -  (ISBN 978-2-7560-2011-2)

- 5 Qui a tué le président ?, 2 février 2011
Scénario : Jean-Pierre Pécau, Fred Duval et Fred Blanchard - Dessin : Colin Wilson - Couleurs : Jean-Paul Fernandez -  (ISBN 978-2-7560-1867-6)

- 6 L’Imagination au pouvoir ?, 18 mai 2011
Scénario : Jean-Pierre Pécau, Fred Duval et Fred Blanchard - Dessin : Mr Fab - Couleurs : Jean-Paul Fernandez -  (ISBN 978-2-7560-2478-3)

- 7 Vive l’empereur !, 19 octobre 2011
Scénario : Jean-Pierre Pécau, Fred Duval et Fred Blanchard - Dessin : Gess - Couleurs : Jean-Paul Fernandez -  (ISBN 978-2-7560-2479-0)

- 8 Paris brûle encore, 23 mai 2012
Scénario : Jean-Pierre Pécau, Fred Duval et Fred Blanchard - Dessin : Damien - Couleurs : Jean-Paul Fernandez -  (ISBN 978-2-7560-2480-6)

- 9 Apocalypse sur le Texas, 6 juin 2012
Scénario : Jean-Pierre Pécau, Fred Duval et Fred Blanchard - Dessin : Kovacevic - Couleurs : Jean-Paul Fernandez -  (ISBN 978-2-7560-2712-8)

- 10 Le Gang Kennedy, 19 septembre 2012
Scénario : Jean-Pierre Pécau, Fred Duval et Fred Blanchard - Dessin : Colin Wilson - Couleurs : Jean-Paul Fernandez -  (ISBN 978-2-7560-2480-6)

- 11 La Nuit des Tuileries, 28 novembre 2012
Scénario : Jean-Pierre Pécau, Fred Duval et Fred Blanchard - Dessin : Florent Calvez - Couleurs : Jean-Paul Fernandez -  (ISBN 978-2-7560-2480-6)

- 12 Le Lion d’Égypte, mars 2013
Scénario : Jean-Pierre Pécau, Fred Duval et Fred Blanchard - Dessin : Igor Kordey - Couleurs : Jean-Paul Fernandez -  (ISBN 978-2-7560-2480-6)

- 13 Colomb Pacha, juin 2013
Scénario : Jean-Pierre Pécau, Fred Duval et Fred Blanchard - Dessin : Emem - Couleurs : Florent Calvez -  (ISBN 978-2-7560-2480-6)

- 14 Oméga, septembre 2013
Scénario : Jean-Pierre Pécau, Fred Duval et Fred Blanchard - Dessin : Maza - Couleurs : Jean-Paul Fernandez -  (ISBN 978-2-7560-4101-8)

- 15 La Secte de Nazareth, décembre 2013
Scénario : Jean-Pierre Pécau, Fred Duval et Fred Blanchard - Dessin : Igor Kordey - Couleurs : Jean-Paul Fernandez et Len O'Grady -  (ISBN 978-2-7560-4212-1)

- 16 L’Étoile blanche, Juin 2014
Scénario : Jean-Pierre Pécau, Fred Duval et Fred Blanchard - Dessin : Damien - Couleurs : Ozren Mizdalo -  (ISBN 978-2-7560-4803-1)

- 17 Napoléon Washington, Septembre 2014
Scénario : Jean-Pierre Pécau, Fred Duval et Fred Blanchard - Dessin : Mr Fab - Couleurs : Mr Fab et Len O'Grady -  (ISBN 978-2-7560-4219-0)

- 18 Opération Charlemagne, Novembre 2014
Scénario : Jean-Pierre Pécau, Fred Duval et Fred Blanchard - Dessin : Maza - Couleurs : Jean-Paul Fernandez -  (ISBN 978-2-7560-5156-7)

- 19 La Vengeance de Jaurès, 4 février 2015
Scénario : Jean-Pierre Pécau, Fred Duval et Fred Blanchard - Dessin : Gaël Séjourné - Couleurs : Jean Verney -  (ISBN 978-2-7560-6093-4)

- 20 Dragon rouge, 20 mai 2015
Scénario : Jean-Pierre Pécau, Fred Duval et Fred Blanchard - Dessin : Denys -  (ISBN 978-2-7560-5972-3)

- 21 Le Crépuscule des damnés, 9 mai 2015
Scénario : Jean-Pierre Pécau, Fred Duval et Fred Blanchard - Dessin : Maza -  (ISBN 978-2-7560-5259-5)

- 22 L’Empire des steppes, 14 octobre 2015
Scénario : Jean-Pierre Pécau, Fred Duval et Fred Blanchard - Dessin : Guéra -  (ISBN 978-2-7560-3758-5)

- 23 La République des esclaves, 10 février 2016
Scénario : Jean-Pierre Pécau, Fred Duval - Dessin : Fafner -  (ISBN 978-2-7560-6355-3)

- 24 Stupor Mundi, 13 avril 2016
Scénario : Jean-Pierre Pécau, Fred Duval - Dessin : Igor Kordey -  (ISBN 978-2-7560-7170-1)

- 25 Notre-Dame de Londres, 24 août 2016
Scénario : Jean-Pierre Pécau, Fred Duval - Dessin : Léo Pilipovic -  (ISBN 978-2-7560-4804-8)

- 26 La Ballade des pendus, 16 novembre 2016
Scénario : Jean-Pierre Pécau, Fred Duval - Dessin : Lajos Farkas -  (ISBN 978-2-7560-5356-1)

- 27 Les Ombres de Constantinople, 8 mars 2017
Scénario : Jean-Pierre Pécau, Fred Duval - Dessin : Yana -  (ISBN 978-2-7560-8050-5)

- 28 L’Aigle et le Cobra, 3 mai 2017
Scénario : Jean-Pierre Pécau, Fred Duval - Dessin : Fafner -  (ISBN 978-2-7560-7837-3)

- 29 Le Prince des ténèbres (1/3), 8 août 2017
Scénario : Jean-Pierre Pécau, Fred Duval - Dessin : Igor Kordey -  (ISBN 978-2-7560-7000-1)

- 30 Le Prince des ténèbres (2/3), 8 août 2017
Scénario : Jean-Pierre Pécau, Fred Duval - Dessin : Igor Kordey -  (ISBN 978-2-7560-7001-8)

- 31 Le Prince des ténèbres (3/3),  (ISBN 978-2-7560-6355-3), 22 novembre 2017
Scénario : Jean-Pierre Pécau, Fred Duval - Dessin : Igor Kordey

- 32 Sur la route de Los Alamos,  (ISBN 978-2756081717), 17 janvier 2018
Scénario : Jean-Pierre Pécau, Fred Duval - Dessin : Denys

- 33 Opération Downfall,  (ISBN 978-2-7560-8172-4), 4 avril 2018
Scénario : Jean-Pierre Pécau, Fred Duval - Dessin : Denys

- 34 Le Dieu vert, 16 août 2018
Scénario : Jean-Pierre Pécau, Fred Duval - Dessin : Lajos Farkas

- 35 Les Fantômes d’Hispaniola, 31 octobre 2018
Scénario : Jean-Pierre Pécau, Fred Duval, Fred Blanchard - Dessin : Dim. D

- 36 Tout l’or de Constantinople, 20 février 2019
Scénario : Jean-Pierre Pécau, Fred Duval, Fred Blanchard, Yana - Dessin : Igor Kordey, Yana

- 37 Lune rouge 1/3, 15 mai 2019
Scénario : Jean-Pierre Pécau, Fred Duval - Dessin : Jean-Michel Ponzio - Couleurs : Jean-Michel Ponzio[1]

- 38 Le Dernier Mousquetaire 1/2, 21 août 2019
Scénario : Jean-Pierre Pécau, Fred Duval, Fred Blanchard - Dessin : Vladimir Aleksić - Couleurs : Nuria Sayago -  (ISBN 978-2-413-00806-4)[2]

- 39 Lune rouge 2/3, 20 novembre 2019
Scénario : Jean-Pierre Pécau, Fred Duval, Fred Blanchard - Dessin : Jean-Michel Ponzio - Couleurs : Jean-Michel Ponzio -  (ISBN 978-2-413-01374-7)

- 40 Le Dernier Mousquetaire 2/2, 17 juin 2020
Scénario : Jean-Pierre Pécau, Fred Duval, Fred Blanchard - Dessin : Vladimir Aleksić - Couleurs : Nuria Sayago -  (ISBN 978-2-413-01585-7)
- 41 Lune rouge 3/3, 2 septembre 2020
Scénario : Jean-Pierre Pécau, Fred Duval, Fred Blanchard - Dessin : Jean-Michel Ponzio - Couleurs : Jean-Michel Ponzio -  (ISBN 241-3-022-236)

- 42 Le Grand Secret 1/3, 14 octobre 2020
Scénario : Jean-Pierre Pécau, Fred Duval, Fred Blanchard - Dessin : Brada - Couleurs : Brada -  (ISBN 241-3-023-933)

- 43 Le Grand Secret 2/3, 6 janvier 2021
Scénario : Jean-Pierre Pécau, Fred Duval, Fred Blanchard - Dessin : Brada - Couleurs : Brada -  (ISBN 978-2-7560-9096-2)

- 44 Le Grand Secret 3/3, 31 mars 2021
Scénario : Jean-Pierre Pécau, Fred Duval, Fred Blanchard - Dessin : Brada - Couleurs : Brada -  (ISBN 241-3-037-241)

- 45 L'Affaire Ravaillac, 6 octobre 2021
Scénario : Jean-Pierre Pécau, Fred Duval, Fred Blanchard - Dessin : Marco Bianchini - Couleurs : Marco Bianchini -  (ISBN 241-3-011-153)

- 46 Les Noces de Sang 1/2, 2 février 2022
Scénario : Jean-Pierre Pécau, Fred Duval, Fred Blanchard - Dessin : Renato Arlem - Couleurs : Thiego Rocha -  (ISBN 241-3-030-31X)

- 47 Les Noces de Sang 2/2, 17 août 2022
Scénario : Jean-Pierre Pécau, Fred Duval, Fred Blanchard - Dessin : Renato Arlem - Couleurs : Thiego Rocha -  (ISBN 241-3-036-695)

- 48 Le Chevalier noir de Camelot 1/2, 1er février 2023
Scénario : Jean-Pierre Pécau - Dessin : Denys - Couleurs : Scarlett -  (ISBN 241-3-040-307)

- 49 Le Chevalier noir de Camelot 2/2, 23 août 2023
Scénario : Jean-Pierre Pécau - Dessin : Denys - Couleurs : Scarlett -  (ISBN 241-3-040-587)

- 50 Saint-Denis des Amériques 1/2, 31 janvier 2024
Scénario : Jean-Pierre Pécau, Fred Duval, Fred Blanchard - Dessin : Vladimir Aleksić -  (ISBN 241-3-040-96X)

- 51 Saint-Denis des Amériques 2/2, 28 août 2024
Scénario : Jean-Pierre Pécau, Fred Duval, Fred Blanchard - Dessin : Vladimir Aleksić -  (ISBN 241-3-040-978)

- 52 Jeanne, Première Reine
Scénario : Jean-Pierre Pécau, Fred Duval, Fred Blanchard - Dessin : Marco Bianchini

## Analyse par période
| Époque                           | Thème                                          | Albums |
| -------------------------------- | ---------------------------------------------- | --- |
| Antiquité                        |                                                | Indépendants : 15. La Secte de Nazareth Se faisant suite : 23. La République des esclaves 28. L'Aigle et le Cobra |
| Moyen Âge                        |                                                | Indépendants : 25. Notre-Dame de Londres 52. Jeanne, Première Reine Se faisant suite : Première histoire 22. L'Empire des steppes 24. Stupor mundi Deuxième histoire 26. La Ballade des pendus 34. Le Dieu vert       |
| Renaissance (mi-XVe/XVIe siècle) |                                                | Indépendants : 12. Le lion d'Égypte 13. Colomb Pacha Se faisant suite : 27. Les ombres de Constantinople 36. Tout l'or de Constantinople                                                                              |
| XVIIe siècle                     |                                                | Indépendants : 45. L'Affaire Ravaillac Se faisant suite : 38 et 40. Le Dernier Mousquetaire 50 et 51. Saint-Denis des Amériques                                                                                       |
| XVIIIe siècle                    | Révolution française, Guerre d'indépendance... | Indépendants : 11. La nuit des Tuileries 17. Napoléon Washington |
| XIXe siècle                      |                                                | Indépendants : 35. Les fantômes d'Hispaniola |
| XXe siècle                       | Sur plusieurs décennies                        | Indépendants : 16. L'étoile blanche 19. La vengeance de Jaurès |
| XXe siècle                       | Première Guerre mondiale                       | Se faisant suite : 3. Septembre rouge 4. Octobre noir Indépendants : 7. Vive l'empereur ! |
| XXe siècle                       | Prohibition                                    | Indépendants : 10. Le gang Kennedy |
| XXe siècle                       | Révolution espagnole                           | Se faisant suite : 46 et 47. Les Noces de Sang |
| XXe siècle                       | Seconde Guerre mondiale                        | Se faisant suite : Première histoire 14. Oméga 18. Opération Charlemagne 21. Le Crépuscule des damnés Deuxième histoire 42 à 44. Le Grand Secret Indépendants : 32. Sur la route de Los Alamos 33. Opération Downfall |
| XXe siècle                       | Guerre froide                                  | Se faisant suite : 1. Les Russes sur la Lune 37, 39 et 41. Lune rouge Indépendants : 2. Paris, secteur soviétique 9. Apocalypse sur le Texas 20. Dragon rouge                                                         |
| XXe siècle                       | Années 1960-1970                               | Indépendants : 5. Qui a tué le président ? 6. L'imagination au pouvoir 8. Paris brûle encore Se faisant suite : 48 et 49. Le Chevalier noir de Camelot                                                                |
| Époque contemporaine             |                                                | Se faisant suite : 29 à 31. Le Prince des ténèbres |

## Éditions spéciales
Certains albums ont été réédité et augmenté d'informations concernant le point de vue historique de l'album.
- Édition spéciale du tome 01 - Les Russes sur la Lune ! - Édition spéciale Jean-Pierre Pécau, Fred Duval et Fred Blanchard | Philippe Buchet | Walter | 24 avril 2019 (ISBN 241-3-017-100)
- Édition spéciale du tome 03 et 04 - La Révolution russe - Édition spéciale Jean-Pierre Pécau, Fred Duval et Fred Blanchard | Florent Calvez | 13 septembre 2017 (ISBN 275-6-097-144)
- Édition spéciale du tome 06 - Mai 68 - Édition spéciale Jean-Pierre Pécau, Fred Duval et Fred Blanchard | Mr Fab | Jean-Paul Fernandez|14 mars 2018 (ISBN 241-3-002-685)
- Édition spéciale du tome 29, 30 et 31 - 11 Septembre - Édition spéciale Jean-Pierre Pécau, Fred Duval et Fred Blanchard | Igor Kordey|Jérôme Maffre | 16 juin 2021 (ISBN 241-3-016-18X)
- Édition spéciale du tome 05 et 10 - Kennedy - Édition spéciale Jean-Pierre Pécau, Fred Duval et Fred Blanchard | Colin Wilson |Jean-Paul Fernandez | 2 novembre 2023 (ISBN 241-3-016-198)

## Incohérences
- Dans l'album 13 Colomb Pacha, on voit apparaître Pocahontas, alors qu'elle est censée naître un siècle plus tard.